# Piratas de las aguas negras
Los Piratas de las Aguas Negras es una serie animada creada por David Kirschner, (Un Cuento Americano y Chucky: El Muñeco Diabólico), producida por Hanna-Barbera y Turner Entertainment en la década de 1990. Utilizando una detallada y realista forma de animación, la serie trata sobre un grupo de aventureros en su búsqueda de los Trece Tesoros de la Regla, cuyos poderes combinados son capaces de detener una maligna sustancia, llamada "Aguas Negras", la cual quiere consumir el mundo de Mer.
El programa fue estrenado en 1991 como una serie de cinco capítulos titulada Aguas Negras. Después de una serie de cambios hechos por Hanna-Barbera, estos episodios son luego retransmitidos como los primeros cinco capítulos de la serie regular. En la miniserie original, Roddy McDowall doblaba la voz de Niddler, mientras en la versión revisada la voz es doblada por Frank Welker. La primera temporada salió al aire por ABC, mientras la segunda temporada es reproducida como parte de The Funtastic World of Hanna-Barbera.
Debido a los altos costos de producción y la incapacidad para cumplir con las fechas límites de transmisión, la serie nunca fue completada y terminó abruptamente después de 21 episodios y solo ocho de los trece tesoros recolectados.
La serie no ha sido lanzada en DVD, aunque algunos episodios fueron lanzados en formato VHS y NTSC.
La serie fue retransmitida en Estados Unidos a partir de septiembre de 2013 en Boomerang.

## Personajes
Los héroes de la historia, descritos por la narración introductoria como un "desigual pero leal equipo de desencajados", tienen diferentes trasfondos y son guiados por diferentes motivos, aunque se encuentran trabajando por un mismo propósito.

### Héroes
- Ren (doblado por George Newbern): príncipe del legendario reino de Octopon y el personaje principal. Ren fue criado por el guardián de un faro en las cercanías de su país, inconsciente de su destino y procedencia. Maneja la espada rota que una vez perteneció a su padre. Para el comienzo de la segunda temporada había liberado la mitad del mundo de las Aguas Negras.

- Niddler: un mono-ave que una vez perteneció a Bloth, hasta que ayudó a escapar a Ren del señor pirata. Es usualmente representado como poco codicioso y en constante búsqueda de alimento. Su comida favorita son los melones minga. Le agrada Ren y su habilidad de volar es muy útil.

- Tula (doblada por Jodi Benson): posee la capacidad de controlar los elementos y la vida. Además posee una afinidad natural hacia la naturaleza y los animales. Es testaruda y aborda la nave de Ren afirmando que "quiere alejarse de la vida de servidumbre en tierra firme". Pronto se revela que es un personaje con muchos secretos.

- Ioz (doblado por Héctor Elizondo): un rudo pirata que se unió a Ren con la promesa de obtener un tesoro. A través de las temporadas, el personaje madura y se encariña con Ren y su idealismo, evolucionando hasta convertirse en una figura fraternal y protectora, hasta el punto de arriesgar su vida por Ren y la búsqueda de los tesoros. De todas formas continúa intentando volverse rico rápidamente pero regularmente resulta infructuoso.

- Zoolie: